# Luigi Luzzatti
Luigi Luzzatti (ur. 11 marca 1841 w Wenecji, zm. 29 marca 1927 w Rzymie) – włoski polityk i ekonomista pochodzenia żydowskiego, profesor prawa państwowego i ekonomii uniwersytetów w Padwie, Perugii i Rzymie, przewodniczący komisji budżetowej, deputowany do parlamentu, kilkakrotny minister finansów (1891–1892, 1896–1898 i 1904–1906), także minister spraw wewnętrznych i skarbu, następnie minister rolnictwa (1909) i w końcu premier Włoch (1910–1911).
Należał do promotorów i teoretyków spółdzielczości oraz twórców włoskiego systemu ceł oraz reguł nowoczesnego biznesu międzynarodowego. Napisał rozmaite prace o relacjach gospodarczych Włoch, m.in. L’inchiesta industriale i trattati di commercio.

## Odznaczenia
- Order Sabaudzki Cywilny (1879)[1]
- Order Świętych Maurycego i Łazarza I i II klasy (1897, 1875)[1]
- Order Korony Włoch I klasy[1]
- Order Gwiazdy Jerzego Czarnego I klasy (Jugosławia)[2]
- Order Chrystusa III klasy (Portugalia)[3]
- Order Leopolda II klasy (Belgia)[1][3]
- Order Legii Honorowej II klasy (Francja)[1][2]
- Order Czerwonego Orła I klasy (Niemcy)[3][4]
- Order San Marino I klasy (San Marino)[5][6]
- Order Zbawiciela I klasy (Grecja)[2]
- Order Świętego Olafa I klasy (Norwegia)[2]
- Order Karola III I klasy (Hiszpania)[2]
- Order Franciszka Józefa I klasy (Austria)[6][3]